# Сухин, Семён Захарович
Семён Захарович Сухин (21 сентября 1905, Орловка, Томская губерния — 22 декабря 1971, Томск) — командир взвода 2-го стрелкового батальона 433-го стрелкового полка 64-й стрелковой дивизии 50-й армии 2-го Белорусского фронта, лейтенант. Герой Советского Союза.

## Биография
Родился 21 сентября 1905 года в селе Орловка Нелюбинской волости Томского уезда одноимённой губернии, в крестьянской семье. Украинец. Член ВКП(б)/КПСС с 1942 года. Окончил 5 классов. Работал председателем сельсовета в Рубцовском районе Алтайского края.
В Красной армии в 1927—1929 годах и с сентября 1941 года. Окончил полковую школу.
На фронте в Великую Отечественную войну с ноября 1941 года. В 1942 году окончил курсы младших политруков.
Летом 1944 года 64-я стрелковая дивизия в наступательных боях очищала родную землю от немецко-фашистских захватчиков. На рассвете 14 июля 1944 года передовые части 433-го стрелкового полка вышли к Неману и начали разведку его западного берега.
Указом Президиума Верховного Совета СССР от 24 марта 1945 года за мужество и героизм, проявленные при форсировании Немана и удержании плацдарма на его западном берегу, лейтенанту Семёну Захаровичу Сухину присвоено звание Героя Советского Союза с вручением ордена Ленина и медали «Золотая Звезда».
С 1945 года С. З. Сухин — в запасе. Работал в Киргизии заведующим райфинотделом, заместителем председателя облисполкома. В 1949 году окончил высшую партийную школу. Был на административно-хозяйственной работе в городе Новокуйбышевске Куйбышевской области: начальником сапожного цеха артели имени XXI партсъезда Куйбышевского облпромсовета и с 1958 по 1968 годы — директором городского рынка. С 1969 года жил в городе Томске.
Скончался 22 декабря 1971 года. Похоронен на кладбище возле станции Томск-II.
Награждён орденами Ленина, Красного Знамени, Отечественной войны I-й степени, медалями.
Имя Героя Советского Союза Семёна Сухина носит один из переулков города Бишкека — столицы Кыргызстана. В городе Новокуйбышевск, на доме где жил герой, установлена мемориальная доска.